# 任晙赫
任晙赫（英語：Lim Junhyeok），藝名：晙赫（英語：Junhyeok），1993年7月17日—），韓國男歌手，2015年以韓國男子樂團DAY6出道，擔任團內的副唱、鍵盤手，2016年退隊，並與經紀公司JYP娛樂終止合約，現為V Entertainment旗下樂團Be Blossom的主唱、鍵盤手兼副吉他手。

## 早期生活
韓國蔚山廣域市，家中成員有父母和兩個姊姊。晙赫從小就對音樂懷有夢想，立志成為歌手，同樣懷有星夢的二姊相當支持弟弟的夢想，曾偷偷將晙赫唱歌的影片寄給JYP娛樂，使得晙赫得以獲得參加甄選的機會，父母起初十分反對晙赫往演藝圈發展，認為在韓國想成為歌手的人何其多，晙赫不可能獲得出道的機會，直到二姊出面向父母懇求表示「我沒完成的夢想，請讓弟弟替我完成好嗎？」才終於獲得父母同意，態度才轉為支持。

## 演藝生涯

### 出道前
2010年通過JYP娛樂甄選，進入公司成為練習生。2013年與Jae、晟鎮、Young K、元弼組成名為「5LIVE」的5人練習生組合，並在同年9月14日於Mnet的生存計畫節目《WIN》中率先曝光，做為JYP娛樂練習生代表與YG娛樂練習生就歌唱項目進行較量 。2015年出演Miss A〈Only You〉的MV。

### 2015年：以团体DAY6出道
9月7日以韓國男子樂團DAY6正式出道，擔任團內的副唱、鍵盤手。

### 2016年：退出團体DAY6、重新出發 Be Blossom
2016年1月，韓國DAY6粉絲圈內爆出晙赫疑似和某位女粉絲交往的傳聞，引發其他粉絲強烈不滿，數個晙赫個人應援站集體關閉，其中部分粉絲認為晙赫的行為觀感不佳，可能會對團隊發展造成不良影響，要求晙赫退團。1月31日，DAY6於首爾Rolling Hall舉行公演時，凡晙赫演唱段落台下粉絲一律靜默不予應援，隨後數張疑似晙赫與該名女粉絲的私訊對話截圖流出，2月25日，晙赫更改個人Instagram帳號，並刪除多篇貼文與簡介上的DAY6標籤。2月27日晚間，JYP娛樂宣布晙赫因個人因素退出DAY6，同時與公司終止專屬合約。
自DAY6退團後，晙赫不時在個人Instagram上上傳自彈自唱的表演影片，也曾與朋友於首爾Rolling Hall公開演出，之後與樂團King 10 Miles的三位成員—具真謀、朴知焕、趙元祥共組一支全新四人樂團，團名為Be Blossom（韓語：비블라썸）。2016年10月18日正式宣告未來將以Be Blossom展開活動，並於10月29日在弘大的Club FF進行該團的初次公演，首張專輯則正在籌備中。

### 2017年：演出偶像重生節目《The Unit》
2017年9月30日完成《The Unit》首次節目錄製，但未能在節目中勝出。

### 2018年：日本出道
2018年5月31日，以迷你專輯《White》在日本出道。

## 外部連結
- 任晙赫的Instagram帳戶
- 任晙赫個人Youtube頻道 （页面存档备份，存于）
- Be Blossom官方臉書專頁 （页面存档备份，存于）
- Be Blossom官方Instagram （页面存档备份，存于）
- Be Blossom官方Twitter （页面存档备份，存于）
- 日本官方網站 （页面存档备份，存于）